# Lajeado Grande
Lajeado Grande é um município brasileiro do estado de Santa Catarina. Localiza-se a uma latitude 26º51'29" sul e a uma longitude 52º34'02" oeste, estando a uma altitude de 480 metros. Sua população estimada em 2010 era de 1490 habitantes.
Possui uma área de 66,924 km².